# Vaszi Tünde
Vaszi Tünde (Piskolt, 1972. április 18. –) Európa-bajnoki bronzérmes magyar atléta.

## Pályafutása
A romániai Szatmár megyében Piskolton született sportolónő karrierje során hármasugróként és magasugróként is versenyzett, de legnagyobb sikereit távolugrásban érte el. 1990-ben költözött családjával Magyarországra, egyesülete a Budapest Honvéd volt. Karrierje során három olimpián vett részt (1996, 2000, 2004), Atlantában, Sydneyben és Athénban egyaránt döntő jutott, mindhárom alkalommal a nyolcadik helyet szerezte meg. Pályafutása utolsó éveiben sérüléssel küzdött, így nem tudott kijutni Pekingbe. Karrierjét 2009-ben fejezte be.
Az 1998-as budapesti Európa-bajnokságon negyedikként zárt, négy évvel később Münchenben viszont felállhatott a dobogó harmadik fokára. 2006-ban kilencedikként zárta a kontinensviadalt. Fedett pályás Eb-ről a 2000-ben szerzett ötödik helyezése a legjobb eredménye. A 2001-es szabadtéri világbajnokságon új magyar csúccsal negyedik lett, 2003-ban a hatodik legjobb eredményt produkálta, 2005-ben pedig tizedik lett. Fedett pályás vb-n 1999-ben ötödik helyezést ért el, 1997-ben kilencedik, 2003-ban nyolcadik volt. A 2002-es atlétikai világdöntőn harmadik lett.
Szabadtéren összesen 11 alkalommal lett magyar bajnok távolugrásban (1996–1999, 2001–2006, 2008), 1995-ben pedig hármasugrásban lett az ország legjobbja. Szabadtéren az edmontoni vb-n ugrott 686 centivel 2001 óta, teremben 682 centiméterrel 1999 óta tartja a magyar csúcsot. Összesen hat alkalommal választották meg az év magyar atlétájának (1998, 2000–2004), ezzel Márton Anitával együtt rekordernek számít.